# Нхотакота
Нхотакота е една от 28-те области на Малави. Разположена е в централния регион на страната, покрай брега на езерото Малави. Столицата на областта е град Нхотакота, площта е 4338 км², а населението (по преброяване от септември 2018 г.) е 393 077 души. На езика Ниянджа Нхотакота означава зиг-заг.